# 宝日呼吉尔街道
宝日呼吉尔街道，是中华人民共和国内蒙古自治区通辽市霍林郭勒市下辖的一个乡镇级行政单位。

## 行政区划
宝日呼吉尔街道下辖以下地区：
滨河社区、兴发社区、北站社区、景山社区和红石社区。